# Polyachyrus carduoides
Polyachyrus carduoides là một loài thực vật có hoa trong họ Cúc. Loài này được Phil. miêu tả khoa học đầu tiên năm 1860.